# Кат (шляпа)
Кат — тип корейской традиционной шляпы, которую носили мужчины вместе с ханбоком (корейская традиционная одежда) во времена Чосона. Шляпу изготавливали из конских волос на бамбуковой основе. Кат чёрного цвета и отчасти просвечивает.
Большинство катов цилиндрической формы на бамбуковой основе, с широкими полями. Только женатые мужчины среднего класса в конце XIX века могли носить кат, который показывал всем социальный статус носителя и защищал его пучок волос, который назывался сантху (상투).
Кат у людей благородного происхождения и янбанов украшали цепочкой бус-катккы́н (갓끈) из полудрагоценных камней.
Во времена Чосона носить чёрный кат (хыннип, 黑笠, 흑립) могли только мужчины, прошедшие экзамен кваго. Простые люди носили пхэрэнъи́ (패랭이), который был сплетён из частей бамбука, напоминающих солому.
Ремесленники, которые делают каты, называются каннильчанъ (갓일장).